# آکادمیک لومنسو
آکادمیک لومنسو (به انگلیسی: Akademik Lomonosov) اولین نیروگاه اتمی شناور جهان می‌باشد که به نام دانشمند معروف روسی میخاییل لومونسف نام گذاری شده‌است. هدف از ایجاد این نیروگاه تولید برق در مناطق دورست و دوره افتاده روسیه که دسترسی مناسبی به برق ندارند، می‌باشد و این نیروگاه در ناحیه خودگردان چوکوتکا مستقر خواهد شد و برق شهر پویک را تأمین خواهد کرد. هدف دیگر این نیروگاه تولید آب شیرین از طریق فرایند شیرین سازی می‌باشد.

## مشخصات فنی
این نیروگاه طول ۱۴۴٫۴ متر (۴۷۴ فوت) و ارتفاع آن ۱۰ متر (۳۳ فوت) را دارد و وزن ۲۱۵۰۰ تن و ۶۹ خدمه را دارد. دو راکتور هسته ای KLT-40 که هریک ظرفیت ۳۵ مگاوات برق یا ۱۳۵ مگاوات انرژی حرارتی را دارند، در نیروگاه نصب شده‌اند. راکتور اول در ماه مه و دیگری ماه آوریل ۲۰۰۹ نصب شده‌اند.
این راکتور هسته ای قبلاً در کشتی‌های یخ‌شکنی مثل یخ‌شکن اتمی کلاس تایمیر و سیمورپوت نصب شده‌است و توسط شرکت آفرینکاتوف که زیرمجموعه روس‌اتم  طراحی و توسعه داده شده‌است.
این نیروگاه ۳۵ تا ۴۰ سال عمر و تا ۲۴۰ هزار متر مکعب آب را در روز شیرین می‌کند.